# Underkylning

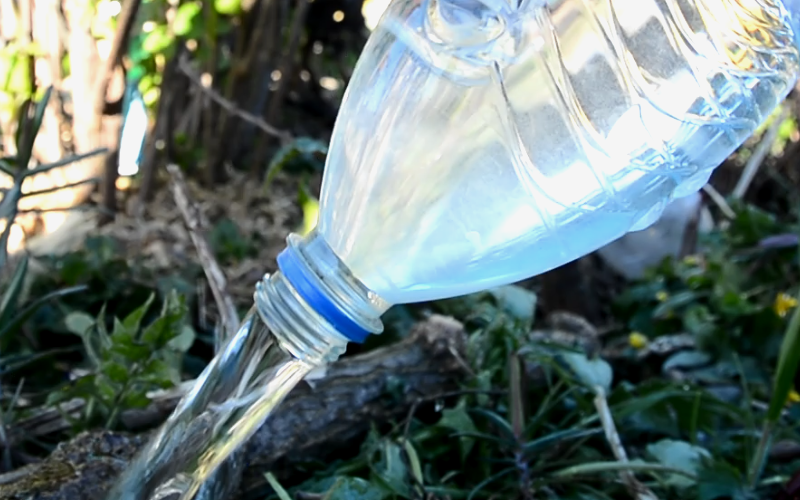
Underkylt vatten innan flaskan skakas.

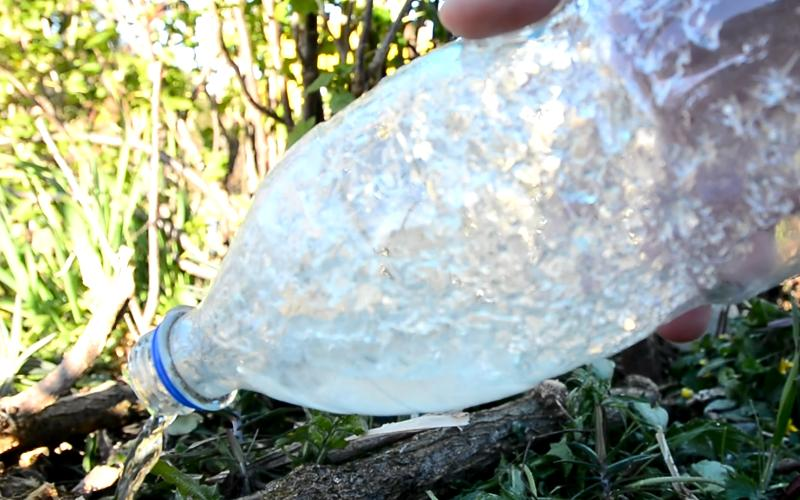
Underkylt vatten fryser när flaskan skakas.

Underkylning innebär att en vätskas temperatur sänks under dess smältpunkt utan att den övergår i fast form. Exempelvis kan rent vatten (regndroppar och molndroppar) vara underkylt. När den underkylda vätskan träffar fast material, exempelvis marken, kan den snabbt kristalliseras och ge upphov till nedisning.

## Fysikalisk förklaring
Isbildning kräver att det finns iskärnor (kallas också sublimationskärnor), det vill säga små partiklar i fast form som kan fungera som frö för isbildningen. Först när vätskan kommer i beröring med en sådan kärna kan vätskans molekyler klumpa ihop sig runt partikeln respektive med varandra. Exempelvis kan små smutspartiklar utgöra iskärnor. Iskärnor kan även uppstå utan inblandning av annat ämne om de barriärer som hindrar isbildningen (exempelvis vattnets ytspänning) störs genom omrörning eller skakning av vätskan. Sedan kan fler och fler molekyler i sin tur haka sig fast i molekylerna som redan står stilla så att en kristallstruktur byggs upp. Så småningom har hela vätskan stelnat. 
Denna process kallas för heterogen nukleation. Processen ger ofta upphov till ofullständiga kristallbildningar med många förgreningar (s.k. dendriter). Många kristaller kan sammanväxa, vilket leder till polykristallin is. 
För att en droppe rent vatten, exempelvis i ett moln, skall kristalliseras till fast form utan inblandning av iskärnor, krävs en temperatur på -42°C vid normalt tryck, vilket är vattnets glasomvandlingstemperatur. Vid denna temperatur blir vätskan amorft (icke-kristallint) fast. Denna process kallas homogen nukleation. Den kan exempelvis ge upphov till ismoln såsom cirrusmoln på hög höjd. 
Om vätskan kyls tillräckligt snabbt (minst 1 kelvin per mikrosekund) till glasomvandlingstemperaturen kan den bilda glas eller amorf is, i motsats till polykristallin is.

## Exempel på fenomenet
Ett exempel på detta fenomen är underkylt regn, som är vattendroppar med temperatur under fryspunkten, 0°C. Molndroppar och regndroppar består av destillerat vatten och saknar därför kondensationskärna. När dropparna träffar marken kan de kristalleras och bildar då en isbeläggning, som kan ge upphov till svåra problem med halka. 
På samma sätt kan nedisning uppstå när vattendroppar i luften kommer i beröring med flygplansvingar. Detta kan förändra planets aerodynamiska egenskaper så att det tappar lyftkraften och överstegring inträffar. Därför krävs att planet har avisningssystem. 
Aerosolpartiklar är mycket små partiklar i atmosfären som kan fungera som kondensationskärnor, kring vilka vattenånga kan kristalliseras. Detta kan ge upphov till bildning av vissa molntyper som består av blandning av vattendroppar och iskristaller. Det kan även ge upphov till snö och hagel.